# ليو بو
ليو بو (27 يوليو 1985 بلياونينغ في الصين - ) هو لاعب كرة قدم صيني في مركز الدفاع. لعب مع جيجيانغ غرينتاون ونادي شوانغ ونادي شينجيانغ تيانشان ليوبارد وHunan Billows F.C. ‏ وGuangxi Tianji F.C. ‏.